# Lucio Calpurnio Pisone Frugi (console 133 a.C.)
Lucio Calpurnio Pisone Frugi  (in latino Lucius Calpurnius Piso Frugi; fl. II secolo a.C.) è stato un politico, militare e storico romano.

## Biografia
Lucio Calpurnio Pisone Frugi, talora detto Censorinus divenne tribuno della plebe nel 149 a.C. e in quell'anno si fece promotore della lex Calpurnia de repetundis, la prima legge romana che voleva punire le estorsioni compiute nelle province dai governatori .
Nel 136 a.C. divenne pretore. Dopodiché, nel 133 a.C., fu eletto console con Publio Muzio Scevola e gli fu comandato dal Senato di restare in Italia per domare una rivolta di schiavi. Pisone riuscì a sconfiggerli, senza però ottenere una vittoria definitiva e dovette passare il comando a Publio Rupilio, console dell'anno successivo.

## Opera
Pisone Frugi fu autore di Annales, un'opera in almeno 7 libri, che  andava dalle origini fino alla sua epoca e che furono tra le fonti precipue di Tito Livio e Dionigi d'Alicarnasso.
Il contenuto degli Annales (di cui restano una quarantina di frammenti) si proponeva di descrivere la pretesa onestà dell'epoca antica, contrapponendola alla contemporanea corruzione operante a Roma. Che si trattasse però di un'opera a tesi precostituite, lo dimostra il fatto che, durante l'anno del suo consolato, avvenne l'assassinio di Tiberio Gracco e che, nonostante l'estrema gravità del crimine (che tra l'altro violava il sacro obbligo dell'incolumità personale che s'accompagnava alla tribunicia potestas), egli e l'altro console non prendessero alcun provvedimento in merito.